# Drummondita hassellii
Drummondita hassellii är en vinruteväxtart som först beskrevs av Ferdinand von Mueller, och fick sitt nu gällande namn av P. G. Wilson. Drummondita hassellii ingår i släktet Drummondita och familjen vinruteväxter. Inga underarter finns listade i Catalogue of Life.